# Paulette Fouillet
Paulette Fouillet (* 30. Juni 1950; † 29. Juli 2015) war eine französische Judoka. Sie gewann zwei Silbermedaillen bei Weltmeisterschaften und war dreimalige Europameisterin.

## Sportliche Karriere
1974 wurden testweise französische Judo-Meisterschaften für Frauen durchgeführt. Paulette Fouillet gewann im Halbschwergewicht, der Gewichtsklasse bis 72 Kilogramm. In der offenen Klasse belegte sie den zweiten Platz hinter der zehn Kilogramm leichteren Martine Rottier. Ende 1974 fanden ebenfalls testweise in Genua Europameisterschaften für Frauen statt. Paulette Fouillet trat im Mittelgewicht an, der Gewichtsklasse bis 66 Kilogramm, und belegte den zweiten Platz hinter der Italienerin Laura Di Toma. Fouillet startete auch in der offenen Klasse und besiegte hier im Finale die Britin Ellen Cobb. Auch 1975 startete Paulette Fouillet im Mittelgewicht. Sie siegte bei den German Open und bei den französischen Meisterschaften. Bei den ersten offiziellen Europameisterschaften in München siegte sie im Mittelgewicht gegen ihre Landsfrau Jocelyne Triadou, im Finale der offenen Klasse unterlag sie Catherine Pierre, ebenfalls aus Frankreich. 1976 unterlag sie Triadou im Finale der französischen Meisterschaften. Bei den Europameisterschaften 1976 in Wien gewann sie das Finale gegen Triadou.
1978 gewann Paulette Fouillet den französischen Meistertitel und eine Bronzemedaille bei den Europameisterschaften in Köln. 1980 trat sie dann im Schwergewicht an, der Gewichtsklasse über 72 Kilogramm. Im Februar gewann sie in dieser Gewichtsklasse den französischen Meistertitel. Im März bei den Europameisterschaften in Udine gewann sie im Schwergewicht die Silbermedaille hinter der Italienerin Margherita De Cal, in der offenen Klasse erhielt sie eine Bronzemedaille. Ende November 1980 wurden in New York City erstmals Judo-Weltmeisterschaften für Frauen ausgetragen. Die Französinnen gewannen bei den Wettkämpfen in jeder der acht Gewichtsklassen eine Medaille. Paulette Fouillet erreichte zunächst das Finale im Schwergewicht und erhielt Silber hinter Margherita De Cal. Tags darauf unterlag sie im Finale der offenen Klasse der Belgierin Ingrid Berghmans.